# Luigi Ferri (giurista)
Luigi Ferri (Crespellano, 24 luglio 1914 – Bologna, 15 aprile 2008) è stato un giurista italiano.

## Biografia
Iniziò le scuole elementari a Crespellano; prima di terminarle si trasferì a Bologna. Frequentò il liceo classico Marco Minghetti di Bologna, nel quale conseguì la maturità alla fine dell’anno accademico 1932-33.
Successivamente, si iscrisse alla Facoltà di Giurisprudenza dell’Università di Bologna, dove si laureò nel 1937 con la tesi “Il matrimonio ed il diritto famigliare nel Codice Civile”, con la votazione di centodieci su centodieci con lode.
Dal 1937 al 1945 fu il periodo del servizio militare: dalla leva, al richiamo alle armi fino alla prigionia in Polonia e Germania. Nell’ultimo periodo di guerra fu internato nel 1943 in Polonia, a Biała Podlaska. Di lì a poco fu trasferito nel campo di concentramento di Wietzendorf, in Germania. La prigionia fu la punizione per non aver voluto collaborare con i tedeschi e con la Repubblica Sociale Italiana.
Terminata la guerra divenne (o forse continuò come) assistente volontario alla cattedra di Diritto Civile dell’Università di Bologna, coperta dal Prof. Antonio Cicu, dal 1945 al ’48. Nell’anno accademico 1948-49 fu assistente incaricato alla cattedra di Diritto Commerciale della Facoltà di Economia e Commercio dell’Università di Bologna. Nel 1951 partecipò al concorso per Assistente di Ruolo alla cattedra di Diritto Civile dell’Università di Bologna: giudicato da una commissione composta dai Professori Cicu, Osti e Branca, si classificò primo e venne nominato per la posizione sopracitata. Conseguì la libera docenza in Diritto Civile nel 1952. 
Negli anni accademici 1956-57 e 1957-58 gli fu assegnato l’insegnamento di materie giuridiche ed economiche alla facoltà di Ingegneria dell’Università di Bologna. Sempre nell’anno 1957-58 fu incaricato dell’insegnamento di Diritto Civile nella facoltà di Giurisprudenza dell’Università degli Studi di Ferrara. Nell’anno accademico 1958-59 ottenne un altro incarico: l’insegnamento di Diritto Civile nell’Università di Modena. Nel dicembre 1960 si classificò nella terna dei vincitori di un concorso per professore straordinario, insieme ad Alberto Auricchio e Vincenzo Panuccio. Vinse così la cattedra di Diritto Civile dell’Università di Modena. Nel 1964, sempre a Modena, divenne professore ordinario per la stessa materia, assumendo nel contempo anche la cattedra di Diritto Privato Comparato, nel 1965. Nel 1971 ritornò all'Università di Bologna, ad insegnare Diritto Civile. Per tutto il resto della carriera rimase nell’ateneo bolognese, fino a quando non decise di andare fuori ruolo, nel 1986. Smise quindi di insegnare, però continuò a svolgere delle attività ed esercitazioni per l’università, fino a quando non andò definitivamente in pensione, nel 1989, a settantacinque anni.
Durante la carriera universitaria collaborò con l'A.N.U.S.C.A. (Associazione Nazionale Ufficiali di Stato Civile e d'Anagrafe) alla commissione di studi per la riforma dello Stato Civile. Inoltre, insegnò per anni al corso di preparazione al notariato, tenuto presso l’Università di Bologna. Per un periodo, diresse l'Istituto di Applicazione Forense della Facoltà di Giurisprudenza dell'Università di Modena e prese parte al Comitato scientifico della rivista Archivio Giuridico. Collaborò con diverse riviste e periodici italiani e stranieri. Si dedicò soprattutto allo studio dei diritti successori, del diritto di famiglia e dei diritti reali.
Nel 2004 fu pubblicata a Lima (Perù) una versione in spagnolo delle sue "Lezioni sul Contratto" (2a. ed., Zanichelli, Bologna, 1982), curata dai professori peruviani Leysser L. Leon e Romulo Morales Hervias. 
I suoi interessi hanno abbracciato tutti i campi del Diritto Civile, da quello del Diritto Successorio, a quello della tutela dei diritti, dal Diritto di famiglia al Diritto dei contratti, fino agli scritti di teoria generale. 

## Pubblicazioni

### Opere di maggior rilievo
- Luigi Ferri, L'esclusione testamentaria di eredi, in Riv. di dir. civ., 1941, p. 228 (pp. 27).
- Luigi Ferri, Note introduttive ad uno studio su una trascrizione immobiliare, nel II vol. degli Scritti in onore di Antonio Cicu (pp. 82).
- Luigi Ferri, La trascrizione degli acquisti "mortis causa" (e problemi connessi), Milano, 1951, nelle pubblicazioni del Seminario Giuridico dell'Università di Bologna (pp. 201).
- Luigi Ferri, La trascrizione immobiliare, nel Commentario del cod. civ. curato da A. Scialoja e G. Branca, Bologna-Roma, 1955 (pp. 361).
- Luigi Ferri, Nozione giuridica di autonomia privata, in Riv. trim. di dir. e proc. civ., 1957, p. 129 (pp. 73).
- Luigi Ferri, Norma e negozio nel quadro dell'autonomia privata, ivi, 1958, p. 38 (pp. 95).
- Luigi Ferri, Il "distacco" delle aziende a prevalente partecipazione statale nel quadro generale dei rapporti fra Stato e sindacati, in Riv. dir. lav., 1959, p. 17 (pp. 23).
- Luigi Ferri, L'autonomia privata, Milano, 1959 (pp. 345), nelle pubblicazioni del Seminario giuridico dell'Università di Bologna.
- Luigi Ferri, la stessa opera sopracitata (L'autonomia privata) nella traduzione spagnola curata dalla Rivista de Derecho Privado, Madrid, 1968 (pp. 446).
- Luigi Ferri, Rinunzia e rifiuto nel diritto privato, nelle pubblicazioni del Seminario giuridico dell'Università di Bologna, Milano, 1960 (pp. 124).
- Luigi Ferri, Il diritto di famiglia e la costituzione della Repubblica italiana, in Riv. trim. dir. e proc. civ., 1962, p. 112 (pp. 23).
- Luigi Ferri, Socialismo e diritto successorio, in Arch. giur., 1964, p. 12 (pp. 16).
- Luigi Ferri, Successioni in generale (Dell'apertura della successione, Della delazione e dell'acquisto dell'eredità, Della capacità di succedere, Dell'indegnità, Della rappresentazione, Dell'accettazione dell'eredità), in Commentario del cod. civ. curato da Scialoja e Branca, Bologna-Roma, 1964, pp. XXIII, 392.
- Luigi Ferri, Impressioni di un giurista sulle imprese a prevalente partecipazione statale e sul loro inquadramento sindacale, in Arch. giur., 1967, p. 38 (pp. 25).
- Luigi Ferri, Concezione privatistica della famiglia e divorzio, ivi, 1966, p. 27 (pp. 13).
- Luigi Ferri, Sociologia e diritto, ivi, 1968, p. 169 (pp. 8).
- Luigi Ferri, Successioni in generale (Della separazione dei beni del defunto da quelli dell'erede, Della rinunzia all'eredità, Dell'eredità giacente, Della petizione di eredità), in Commentario del cod. civ. curato da Scialoja e Branca, Bologna-Roma, 1968, pp. XIX, 268.
- Luigi Ferri, Definizione giuridica e significato di contratto. La parola come limite dell'arbitrarietà dei concetti giuridici, in Giur. it., 1970, IV, p. 25 (pp. 15).
- Luigi Ferri, Lo spirito della legge sul divorzio, in Riv. trim. dir. e proc. civ., 1971, p. 297 (pp. 12).
- Luigi Ferri, Dei legittimari, in Commentario del cod. civ. curato da Scialoja e Branca, Bologna-Roma, 1971, pp. XVI, 248.
- Luigi Ferri, Commentario del Codice civile a cura di A. Scialoja e G. Branca. Degli atti dello stato civili. Artt. 449-455, Bologna, Zanichelli, 1974.
- Luigi Ferri, Commentario del Codice civile a cura di A. Scialoja e G. Branca. Potestà dei genitori. Artt. 315-342, Bologna, Zanichelli, 1988.

### Altre pubblicazioni
- Luigi Ferri, Rapporti tra beneficio di inventario e azione di riduzione, in Riv. dir. civ., 1941, p. 425 (pp.10).
- Luigi Ferri, Ancora dei rapporti tra beneficio d'inventario e azione di riduzione, ivi, 1942, p. 291 (pp. 10).
- Luigi Ferri, Rilievi in tema di trascrizione della domanda di rivendicazione, in Riv. trim. dir. e proc. civ., 1948, p. 269 (pp. 11).
- Luigi Ferri, Effetti della trascrizione della domanda di rivendicazione, in Giur. it., I, 2, 307 (pp, 5).
- Luigi Ferri, Predisposizione dello scritto da parte del notaio che riceve un testamento pubblico, in Riv. trim. dir. e proc. civ., 1947, p. 179 (pp. 3).
- Luigi Ferri, Acquisto di un immobile con danaro totale, accollo di mutuo passivo e deduzione delle spese, ivi, 1947, p. 507 (pp. 3).
- Luigi Ferri, Locazione novennale prorogabile e sua trascrizione, ivi, 1949, p. 733 (pp. 4).
- Luigi Ferri, Trascrizione e azione revocatoria, ivi, 1949, p. 984 (pp. 6).
- Luigi Ferri, doppia alienazione immobiliare e buona fede nel sistema dei libri fondiari, ivi, 1951, p. 1136 (pp. 9).
- Luigi Ferri, Sequestro conservativo e continuità delle trascrizioni, ivi, 1952, p. 790 (pp. 3).
- Luigi Ferri, Autoveicoli con numeri falsi e risoluzione per inadempimento, in Giur. it., 1952, I, I, 479 (pp. 3).
- Luigi Ferri, Trascrizione del patto di riservato dominio e buona fede del terzo acquirente, ivi, I, 2, 607 (pp. 2).
- Luigi Ferri, Interesse del compratore di un autoveicolo alla trascrizione, ivi, 1954, I, 1, 301 (pp. 2).
- Luigi Ferri, Sulla cosiddetta dichiarazione di vendita di un autoveicolo, ivi, 1954, I, 2, 73 (pp. 3).
- Luigi Ferri, Vendita di alberi e possesso del compratore, in Riv. trim. dir. e proc. civ., 1955, p. 531 (pp. 3).
- Luigi Ferri, Legato di cosa da prendersi da certo luogo, ivi, 1956, p. 321 (pp. 6).
- Luigi Ferri, Legato di cosa da prendersi da certo luogo, in Foro pad., 1954, I, 157 (pp. 7).
- Luigi Ferri, Se debba riconoscersi efficacia ad una volontà testamentaria in diseredazione, ivi, 1955, I, 47 (pp. 9).
- Luigi Ferri, Costruzioni compiute dal conduttore e diritto ad indennizzo, in Giur. compl. Cass. civ., 1954, V, p. 302 (pp. 2).
- Luigi Ferri, Ancora del legato di cosa prendersi da certo luogo, in Foro pad., 1956, p. 999 (pp. 2).
- Luigi Ferri, Cancellazione della trascrizione del sequestro conservativo, in Giur. it., 1956, I, 2, 143 (pp. 4).4
- Luigi Ferri, Locazione di cose, in Riv. trim. dir. e proc. civ., 1947, p. 134 (pp. 5).
- Luigi Ferri, Vendita, ivi, p. 675 (pp. 9).
- Luigi Ferri, Vendita, ivi, 1951, p. 221 (pp. 26).
- Luigi Ferri, Trascrizione immobiliare, ivi, 1955, p. 141 (pp. 13).
- Luigi Ferri, Ratifica di accettazione tacita di eredità, in Giur. compl. Cass. civ., 1955 (XXXIV), p. 9 (pp. 1).
- Luigi Ferri, Trascrizione della domanda di nullità, in Giur. it., 1956, I, 1, 1056 (pp. 4).
- Luigi Ferri, Ipoteca, clausola oro e decorrenza degli interessi, ivi, 1957, I, 1, 37 (pp. 2).
- Luigi Ferri, L'art. 2652, n. 6, del codice civile, ivi, I, 1, 267 (pp. 4).
- Luigi Ferri, Trascrizione e forma "ad probationem", in Riv. trim. dir. e proc. civ., 1957, p. 311 (pp. 2).
- Luigi Ferri, Il "diritto" del marito sui beni dotali, ivi, 1957, p. 1617 (pp. 4).
- Luigi Ferri, Proseguibilità da parte degli eredi dell'azione di reclamo di maternità naturale, in Riv. dir. e proc. civ., 1958, p. 658 (pp. 3).
- Luigi Ferri, Errore ostativo e interpretazione del contratto, in Riv. trim. dir. e proc. civ., 1958, p. 1505 (pp. 3).
- Luigi Ferri, Rinuncia ad opporre la mancanza di trascrizione, in Giur. it., 1962, I, 1, 43 (pp. 4).
- Luigi Ferri, Osservazioni a un disegno di legge sul riconoscimento di figli adulterini e sull'adozione, in Riv. dir. civ., 1963, I, p. 230 (pp. 11).
- Luigi Ferri, Presupposti civilistici del reato di alterazione di stato, in Riv. del dir. matrim. e dello stato delle persone, p. 207 (pp. 6).
- Luigi Ferri, Alcune considerazioni sulla capacità di succedere dei nascituri (art. 462 cod. civ.), in Temi, 1963, p. 817 (pp. 8).
- Luigi Ferri, Rivendicazione e regolamento di confini, in Riv. trim. dir. e proc. civ., 1963, p. 780 (pp. 3).
- Luigi Ferri, Accertamento della filiazione "illegittima", ivi, 1964, p. 44 (pp. 12).
- Luigi Ferri, Gli scritti minori di Antonio Cicu, ivi, 1965, p. 739 (pp. 5).
- Luigi Ferri, Autonomia privata, libera iniziativa economica e programmazione, in Arch. giur., 1968, p. 30 (pp. 12).
- Luigi Ferri, Concordato, divorzio e... sottigliezze giuridiche, ivi, 1970, p. 29 (pp. 10).
- Luigi Ferri, Dimensioni della libertà, ivi, 1971, fase 1-2 (pp. 11).